# Persone di nome Alain
| Questa pagina contiene informazioni ricavate automaticamente dalle voci biografiche con l'ausilio del template Bio e di un bot. L'aggiornamento è periodico e automatico e ricostruisce completamente la pagina. Se manca una persona in questa lista, sei pregato di non aggiungerla, ma accertati piuttosto che la sua voce biografica contenga il template Bio e che i dati anagrafici siano correttamente compilati. Se il template Bio manca, inseriscilo tu stesso o, in alternativa, metti l'avviso {{tmp\|Bio}} che ne segnala la mancanza. Se i dati riportati sono sbagliati, correggi direttamente la voce biografica; le modifiche saranno visibili in questa lista entro pochi giorni. Per chiarimenti vedi il progetto antroponimi. La lista contiene solo le 213 persone che sono citate nell'enciclopedia e per le quali è stato implementato correttamente il template Bio. Pagina aggiornata al 6 giu 2025. |

Questa è una lista di persone presenti nell'enciclopedia che hanno il nome Alain, suddivise per attività principale.

## Allenatori di calcio(8)
- Alain Casanova, allenatore di calcio e ex calciatore francese (Clermont-Ferrand, n. 1961)
- Alain Conte, allenatore di calcio italiano (Ravenna, n. 1985)
- Alain Djeumfa, allenatore di calcio camerunese (Bangou, n. 1972)
- Alain Geiger, allenatore di calcio e ex calciatore svizzero (Uvrier, n. 1960)
- Alain Giresse, allenatore di calcio e ex calciatore francese (Langoiran, n. 1952)
- Alain Moizan, allenatore di calcio e ex calciatore francese (Saint-Louis, n. 1953)
- Alain Nef, allenatore di calcio e ex calciatore svizzero (Wädenswil, n. 1982)
- Alain Perrin, allenatore di calcio francese (Lure, n. 1956)

## Allenatori di pallacanestro(1)
- Alain Weisz, allenatore di pallacanestro e dirigente sportivo francese (Marsiglia, n. 1953)

## Ammiragli(1)
- Alain Joseph Dordelin, ammiraglio francese (Lorient, n. 1764 - Lorient, † 1836)

## Arbitri di calcio(4)
- Alain Bieri, arbitro di calcio svizzero (Berna, n. 1979)
- Alain Durieux, arbitro di calcio lussemburghese (Lussemburgo, n. 1985)
- Alain Hamer, ex arbitro di calcio lussemburghese (Lussemburgo, n. 1965)
- Alain Sars, ex arbitro di calcio francese (Dombasle-sur-Meurthe, n. 1961)

## Archeologi(2)
- Alain Hus, archeologo e etruscologo francese (Parigi, n. 1926 - Herblay, † 2008)
- Alain Schnapp, archeologo francese (Parigi, n. 1946)

## Archivisti(1)
- Alain de Boüard, archivista, paleografo e storico francese (Coutras, n. 1882 - Fontenay-sous-Bois, † 1955)

## Arrampicatori(1)
- Alain Robert, arrampicatore francese (Digoin, n. 1962)

## Astisti(1)
- Alain Andji, ex astista ivoriano (Treichville, n. 1974)

## Astronomi(2)
- Alain Klotz, astronomo francese
- Alain Maury, astronomo francese (Pompey, n. 1958)

## Attivisti(1)
- Alain Escoffier, attivista francese (Parigi, n. 1949 - Suresnes, † 1977)

## Attori(7)
- Alain Noury, attore francese (Parigi, n. 1945)
- Alain Cuny, attore francese (Saint-Malo, n. 1908 - Parigi, † 1994)
- Alain Delon, attore, produttore cinematografico e cantante francese (Sceaux, n. 1935 - Douchy-Montcorbon, † 2024)
- Alain Dorval, attore e doppiatore francese (Algeri, n. 1946 - Villejuif, † 2024)
- Alain Doutey, attore francese (Parigi, n. 1944)
- Alain Libolt, attore francese (San Giovanni di Moriana, n. 1943)
- Alain Moussi, attore, stuntman e artista marziale canadese (Libreville, n. 1981)

## Attori pornografici(1)
- Alain Payet, attore pornografico francese (La Réunion, n. 1947 - Parigi, † 2007)

## Bassisti(1)
- Alain Caron, bassista canadese (Saint-Éloi, n. 1955)

## Calciatori(35)
- Alain Baroja, calciatore venezuelano (Caracas, n. 1989)
- Alain Bédé, ex calciatore ivoriano (Attécoubé, n. 1970)
- Alain Behi, ex calciatore ivoriano (Abidjan, n. 1978)
- Alain Bruno Bongotouté, ex calciatore centrafricano (Berbérati, n. 1972)
- Alain Bono, ex calciatore camerunese (Yaoundé, n. 1983)
- Alain Cantareil, ex calciatore francese (Marsiglia, n. 1983)
- Alain Caveglia, ex calciatore francese (Lione, n. 1968)
- Alain Collina, ex calciatore francese (Ajaccio, n. 1956)
- Alain Cornu, ex calciatore francese (Le Cannet, n. 1936)
- Alain Couriol, ex calciatore francese (Parigi, n. 1958)
- Alain Eizmendi, calciatore spagnolo (Beasain, n. 1990)
- Alain Fiard, ex calciatore e allenatore di calcio francese (Phnom Penh, n. 1958)
- Alain Gaspoz, ex calciatore beninese (Bagnes, n. 1970)
- Alain Giroletti, ex calciatore venezuelano (Caracas, n. 1979)
- Alain Goma, ex calciatore francese (Sault, n. 1972)
- Alain Ipiélé, calciatore congolese (Repubblica del Congo) (Parigi, n. 1997)
- Dioko Kaluyituka, ex calciatore della Repubblica Democratica del Congo (Djokupunda, n. 1987)
- Cedric Kouadio, calciatore ivoriano (n. 1996)
- Alain Kécine, ex calciatore francese (n. 1979)
- Alain Maca, ex calciatore belga (Bruxelles, n. 1950)
- Alain Masudi, ex calciatore della Repubblica Democratica del Congo (Kinshasa, n. 1978)
- Alain Merchadier, ex calciatore francese (Tolosa, n. 1952)
- Alain Nkong, ex calciatore camerunese (Yaoundé, n. 1979)
- Alain Junior Ollé Ollé, calciatore camerunese (Douala, n. 1987)
- Anicet Oura, calciatore ivoriano (n. 1999)
- Alain Oyarzun, calciatore spagnolo (San Sebastián, n. 1993)
- Alain Pons, calciatore gibilterriano (Gibilterra, n. 1995)
- Alain Rochat, ex calciatore svizzero (Saint-Jean-sur-Richelieu, n. 1983)
- Alain Roche, ex calciatore francese (Brive-la-Gaillarde, n. 1967)
- Alain Sargeant, ex calciatore nevisiano (Scarborough, n. 1995)
- Alain Schultz, ex calciatore svizzero (n. 1983)
- Alain Sutter, ex calciatore svizzero (Berna, n. 1968)
- Alain Traoré, calciatore burkinabé (Bobo-Dioulasso, n. 1988)
- Alain Vertot, ex calciatore francese (Guadalupa, n. 1972)
- Alain Wiss, calciatore svizzero (Littau, n. 1990)

## Canoisti(1)
- Alain Lebas, ex canoista francese (Nevers, n. 1953)

## Cantanti(2)
- Alain Barrière, cantante francese (La Trinité-sur-Mer, n. 1935 - Arradon, † 2019)
- Alain Clark, cantante e produttore discografico olandese (Haarlem, n. 1979)

## Cantautori(2)
- Alain Bashung, cantautore e attore francese (Parigi, n. 1947 - Parigi, † 2009)
- Alain Souchon, cantautore francese (Casablanca, n. 1944)

## Cartografi(1)
- Alain Manesson Mallet, cartografo e ingegnere francese (Parigi, n. 1630 - Parigi, † 1706)

## Cestisti(9)
- Alain Attalah, ex cestista e allenatore di pallacanestro egiziano (Alessandria d'Egitto, n. 1964)
- Alain Diagne, cestista senegalese (Dakar, † 2012)
- Alain Digbeu, ex cestista e allenatore di pallacanestro francese (Mâcon, n. 1975)
- Alain Durand, ex cestista francese (n. 1946)
- Alain Gilles, cestista e allenatore di pallacanestro francese (Roanne, n. 1945 - Montpellier, † 2014)
- Alain Jardel, ex cestista e allenatore di pallacanestro francese (Cahors, n. 1946)
- Alain Koffi, cestista ivoriano (Abidjan, n. 1983)
- Alain Larrouquis, ex cestista francese (Orthez, n. 1950)
- Alain Thinet, ex cestista e allenatore di pallacanestro francese (Montbrison, n. 1953)

## Ciclisti su strada(6)
- Alain Desaever, ciclista su strada e pistard belga (Nieuwpoort, n. 1952 - Roeselare, † 2014)
- Alain Meslet, ciclista su strada francese (Averton, n. 1950)
- Alain Moineau, ciclista su strada francese (Clichy, n. 1928 - Marsiglia, † 1986)
- Alain Santy, ex ciclista su strada francese (Lompret, n. 1949)
- Alain Turicchia, ex ciclista su strada italiano (Faenza, n. 1975)
- Alain Vigneron, ex ciclista su strada francese (La Broque, n. 1954)

## Compositori(2)
- Alain Della Savia, compositore italiano (Cavaillon, n. 1964)
- Alain Goraguer, compositore, arrangiatore e pianista francese (Rosny-sous-Bois, n. 1931 - Parigi, † 2023)

## Compositori di scacchi(1)
- Alain Campbell White, compositore di scacchi, mecenate e botanico statunitense (Cannes, n. 1880 - Summerville, † 1951)

## Coreografi(1)
- Alain Platel, coreografo belga (Gand, n. 1959)

## Cuochi(1)
- Alain Ducasse, cuoco e imprenditore monegasco (Castel-Sarrazin, n. 1956)

## Direttori d'orchestra(1)
- Alain Lombard, direttore d'orchestra francese (Parigi, n. 1940)

## Direttori della fotografia(3)
- Alain Choquart, direttore della fotografia e regista francese (Sablé-sur-Sarthe, n. 1960)
- Alain Levent, direttore della fotografia e regista francese (Parigi, n. 1934 - Parigi, † 2008)
- Alain Marcoen, direttore della fotografia belga (Bruxelles, n. 1950)

## Dirigenti d'azienda(1)
- Alain Cayzac, manager francese (Évreux, n. 1941)

## Dirigenti sportivi(2)
- Alain Boghossian, dirigente sportivo, allenatore di calcio e ex calciatore francese (Digne-les-Bains, n. 1970)
- Didier Zokora, dirigente sportivo e ex calciatore ivoriano (Abidjan, n. 1980)

## Disc jockey(2)
- Alan Braxe, disc jockey e produttore discografico francese (Brax)
- A-Trak, disc jockey e produttore discografico canadese (Montréal, Québec, n. 1982)

## Economisti(1)
- Alain Parguez, economista francese (Parigi, n. 1940 - Parigi, † 2022)

## Filosofi(3)
- Alain Badiou, filosofo, commediografo e scrittore francese (Rabat, n. 1937)
- Alain Boyer, filosofo francese (n. 1954)
- Alain Finkielkraut, filosofo e giornalista francese (Parigi, n. 1949)

## Fisici(1)
- Alain Aspect, fisico francese (Agen, n. 1947)

## Flautisti(1)
- Alain Marion, flautista francese (Allauch, n. 1938 - Seul, † 1998)

## Generali(1)
- Alain de Boissieu, generale francese (Chartres, n. 1914 - Clamart, † 2006)

## Giocatori di calcio a 5(2)
- Alain Fostier, ex giocatore di calcio a 5 belga (n. 1962)
- Alain Hernández, ex giocatore di calcio a 5 cubano (n. 1972)

## Giocatori di football americano(1)
- Alain Kashama, ex giocatore di football americano della Repubblica Democratica del Congo (Zaire, n. 1979)

## Giornalisti(6)
- Alain Duhamel, giornalista e saggista francese (Caen, n. 1940)
- Alain Elkann, giornalista, scrittore e conduttore televisivo italiano (New York, n. 1950)
- A.D.G., giornalista e scrittore francese (Tours, n. 1947 - Véretz, † 2004)
- Alain Gresh, giornalista francese (Il Cairo, n. 1948)
- Alain Laubreaux, giornalista e scrittore francese (Numea, n. 1899 - Madrid, † 1968)
- Alain Renault, giornalista francese (Parigi, n. 1948)

## Hockeisti su ghiaccio(2)
- Alain Demuth, ex hockeista su ghiaccio svizzero (Martigny, n. 1979)
- Alain Miéville, hockeista su ghiaccio svizzero (Friburgo, n. 1985)

## Imprenditori(2)
- Alain Bernardin, imprenditore e collezionista d'arte francese (Digione, n. 1916 - Parigi, † 1994)
- Alain Weill, imprenditore e manager francese (Strasburgo, n. 1961)

## Ingegneri(1)
- Alain Glavieux, ingegnere francese (n. 1949 - † 2004)

## Maratoneti(1)
- Alain Mimoun, maratoneta e mezzofondista francese (Telagh, n. 1921 - Saint-Mandé, † 2013)

## Matematici(1)
- Alain Connes, matematico francese (Draguignan, n. 1947)

## Medici(2)
- Alain Bombard, medico, biologo e navigatore francese (Parigi, n. 1924 - Tolone, † 2005)
- Alain Semont, medico e fisioterapista francese

## Medievisti(1)
- Alain Boureau, medievista francese (n. 1946)

## Militari(1)
- Alain I d'Albret, militare e politico francese (n. 1440 - † 1522)

## Missionari(1)
- Alain Guynot de Boismenu, missionario e arcivescovo cattolico francese (Saint-Malo, n. 1870 - Kubuna, † 1953)

## Multiplisti(1)
- Alain Blondel, ex multiplista francese (Le Petit-Quevilly, n. 1962)

## Navigatori(1)
- Alain Gerbault, navigatore e tennista francese (Laval, n. 1893 - Dili, † 1941)

## Nuotatori(4)
- Alain Bernard, ex nuotatore francese (Aubagne, n. 1983)
- Alain Brigion Tobe, ex nuotatore camerunese (n. 1986)
- Alain Gottvallès, nuotatore francese (Casablanca, n. 1942 - Aubenas, † 2008)
- Alain Mosconi, ex nuotatore francese (Puteaux, n. 1949)

## Pallavolisti(1)
- Alain Roca, ex pallavolista cubano (L'Avana, n. 1976)

## Parolieri(1)
- Alain Boublil, paroliere e librettista francese (Tunisi, n. 1941)

## Pattinatori artistici su ghiaccio(2)
- Alain Calmat, ex pattinatore artistico su ghiaccio, medico e politico francese (Parigi, n. 1940)
- Alain Giletti, ex pattinatore artistico su ghiaccio francese (Bourg-en-Bresse, n. 1939)

## Piloti automobilistici(6)
- Alain de Changy, pilota automobilistico belga (Bruxelles, n. 1922 - Etterbeek, † 1994)
- Alain Ferté, pilota automobilistico francese (Falaise, n. 1955)
- Alain Menu, pilota automobilistico svizzero (Ginevra, n. 1963)
- Alain Peltier, pilota automobilistico belga (Liegi, n. 1948 - Huy, † 2005)
- Alain Prost, ex pilota automobilistico francese (Lorette, n. 1955)
- Alain de Cadenet, pilota automobilistico e conduttore televisivo britannico (Londra, n. 1945 - † 2022)

## Piloti di rally(2)
- Alain Génestier, pilota di rally francese (n. 1948)
- Alain Oreille, ex pilota di rally francese (Sarre-Union, n. 1953)

## Piloti motociclistici(1)
- Alain Michel, pilota motociclistico francese (Montélimar, n. 1953)

## Pistard(1)
- Alain Bondue, ex pistard, ciclista su strada e dirigente sportivo francese (Roubaix, n. 1959)

## Pittori(1)
- Alain Le Yaouanc, pittore, disegnatore e scultore francese (Alençon, n. 1940)

## Poeti(2)
- Alain Chartier, poeta e scrittore francese (Bayeux, n. 1395 - Avignone, † 1430)
- Alain Jouffroy, poeta e critico d'arte francese (Parigi, n. 1928 - Parigi, † 2015)

## Politici(11)
- Alain Berset, politico svizzero (Friburgo, n. 1972)
- Alain Cadec, politico francese (Saint-Brieuc, n. 1953)
- Alain Juppé, politico francese (Mont-de-Marsan, n. 1945)
- Alain Krivine, politico francese (Parigi, n. 1941 - Parigi, † 2022)
- Alain Orsoni, politico e dirigente sportivo francese (Ajaccio, n. 1954)
- Alain Peyrefitte, politico, diplomatico e scrittore francese (Najac, n. 1925 - Parigi, † 1999)
- Alain Poher, politico francese (Ablon-sur-Seine, n. 1909 - Parigi, † 1996)
- Alain Pompidou, politico francese (Parigi, n. 1942 - Parigi, † 2024)
- Alain Rousset, politico francese (Chazelles-sur-Lyon, n. 1951)
- Alain Savary, politico francese (Algeri, n. 1918 - Parigi, † 1988)
- Alain Van der Biest, politico belga (Grâce-Berleur, n. 1943 - Grâce-Hollogne, † 2002)

## Produttori cinematografici(3)
- Alain Goldman, produttore cinematografico francese (Montmartre, n. 1961)
- Alain Poiré, produttore cinematografico francese (Parigi, n. 1917 - Neuilly-sur-Seine, † 2000)
- Alain Sarde, produttore cinematografico francese (Boulogne-Billancourt, n. 1952)

## Produttori televisivi(1)
- Alain Dhénaut, produttore televisivo francese (Nanteuil-lès-Meaux, n. 1942 - Suresnes, † 2010)

## Registi(11)
- Alain Berliner, regista, sceneggiatore e produttore cinematografico belga (Bruxelles, n. 1963)
- Alain Chabat, regista, attore e produttore cinematografico francese (Orano, n. 1958)
- Alain Corneau, regista francese (Meung-sur-Loire, n. 1943 - Parigi, † 2010)
- Alain Escalle, regista francese (Argelès-sur-Mer, n. 1967)
- Alain Cavalier, regista, sceneggiatore e direttore della fotografia francese (Vendôme, n. 1931)
- Alain Gomis, regista francese (Parigi, n. 1972)
- Alain Gsponer, regista svizzero (Zurigo, n. 1976)
- Alain Guiraudie, regista, sceneggiatore e scrittore francese (Villefranche-de-Rouergue, n. 1964)
- Alain Resnais, regista francese (Vannes, n. 1922 - Neuilly-sur-Seine, † 2014)
- Alain Tanner, regista svizzero (Ginevra, n. 1929 - Ginevra, † 2022)
- Alain Ughetto, regista e animatore francese (n. 1950)

## Rugbisti a 15(4)
- Alain Carminati, ex rugbista a 15 e imprenditore francese (Champagnole, n. 1966)
- Alain Lorieux, ex rugbista a 15 francese (La Tronche, n. 1956)
- Alain Rolland, ex rugbista a 15, arbitro di rugby a 15 e dirigente sportivo irlandese (Dublino, n. 1966)
- Alain Teixidor, ex rugbista a 15 e allenatore di rugby a 15 francese (Perpignano, n. 1952)

## Schermidori(2)
- Alain Besseche, schermidore francese (Saint-Brieuc, n. 1929 - Echichens, † 2020)
- Alain Côté, ex schermidore canadese (Saint-Jérôme, n. 1963)

## Sciatori alpini(7)
- Alain Baxter, ex sciatore alpino britannico (Edimburgo, n. 1973)
- Alain Cousineau, ex sciatore alpino canadese (n. 1953)
- Alain Feutrier, ex sciatore alpino francese (San Giovanni di Moriana, n. 1968)
- Alain Navillod, ex sciatore alpino francese (Tignes, n. 1955)
- Alain Penz, ex sciatore alpino francese (Sallanches, n. 1947)
- Alain Untergassmair, ex sciatore alpino italiano (n. 1967)
- Alain Villiard, ex sciatore alpino canadese (Montréal, n. 1965)

## Scrittori(10)
- Alain de Benoist, scrittore, filosofo e giornalista francese (Saint-Symphorien, n. 1943)
- Alain Brunn, scrittore e saggista francese (n. 1976)
- Alain Damasio, scrittore francese (Lione, n. 1969)
- Alain LeRoy Locke, scrittore, docente e filosofo statunitense (Filadelfia, n. 1885 - New York, † 1954)
- Alain Mabanckou, scrittore e poeta congolese (Repubblica del Congo) (Pointe-Noire, n. 1966)
- Alain Minc, scrittore e politico francese (Parigi, n. 1949)
- Alain Robbe-Grillet, scrittore, saggista e regista francese (Brest, n. 1922 - Caen, † 2008)
- Alain Roussel, scrittore e poeta francese (Boulogne-sur-Mer, n. 1948)
- Alain Claude Sulzer, scrittore svizzero (Riehen, n. 1953)
- Alain de Botton, scrittore e filosofo svizzero (Zurigo, n. 1969)

## Sociologi(2)
- Alain Caillé, sociologo francese (Parigi, n. 1944)
- Alain Touraine, sociologo francese (Hermanville-sur-Mer, n. 1925 - Parigi, † 2023)

## Storici(4)
- Alain Corbin, storico francese (Courtomer, n. 1936)
- Alain Decaux, storico francese (Lilla, n. 1925 - Parigi, † 2016)
- Alain Dufour, storico e archivista svizzero (Versoix, n. 1928 - Ginevra, † 2017)
- Alain Guerreau, storico e medievista francese (Mâcon, n. 1948)

## Storici delle religioni(1)
- Alain Daniélou, storico delle religioni e orientalista francese (Neuilly-sur-Seine, n. 1907 - Lonay, † 1994)

## Thaiboxer(1)
- Alain Sylvestre, thaiboxer e kickboxer canadese (Ottawa, n. 1979)

## Tuffatori(1)
- Alain Kohl, tuffatore lussemburghese (n. 1982)

## Umoristi(1)
- Alain Denis, umorista, scrittore e illustratore francese (Parigi, n. 1941 - Nizza, † 2021)

## Vescovi cattolici(2)
- Alain de Coëtivy, vescovo cattolico e cardinale francese (Plounéventer, n. 1407 - Roma, † 1474)
- Alain Harel, vescovo cattolico mauriziano (Quatre Bornes, n. 1950)